# José Botanch
Josep Botanch (1916?) fue un ciclista español que corrió entre finales de los años 30 y principios de los 40 del siglo XX. De su palmarés destaca una sexta posición final a la Volta a Cataluña de 1939 y un noveno puesto en la Vuelta en España de 1942.
Una vez retirado abrió una tienda de bicicletas y motocicletas en la Seu d'Urgell

## Resultados a la Vuelta en España
- 1941. 11.º de la clasificación general
- 1942. 9.º de la clasificación general